# Древний красный песчаник
Древний красный песчаник (англ. Old Red Sandstone, ORS) — надгруппа (стратиграфическое подразделение) девонского периода, распространённая в основном на Британских островах.

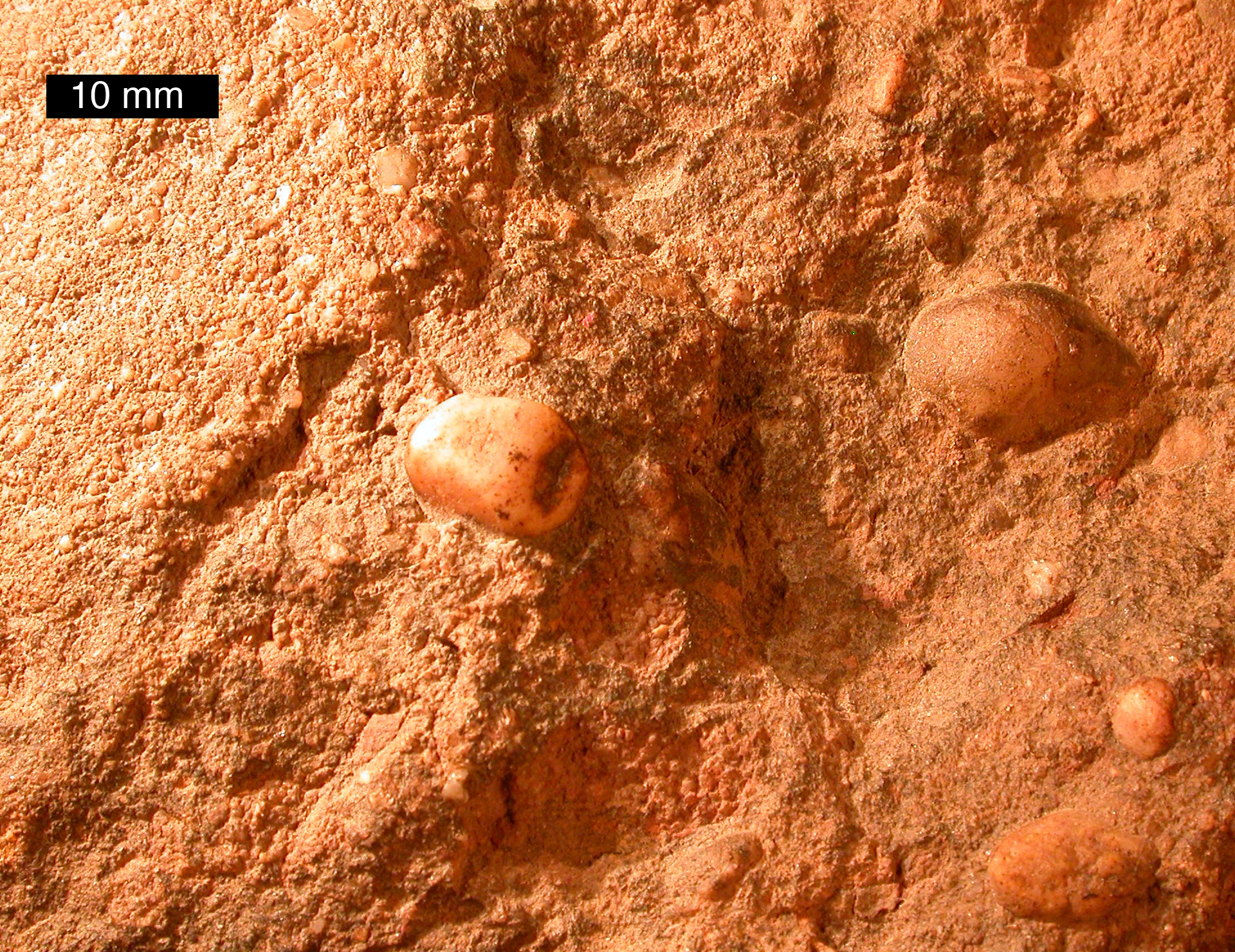
Образец с кварцевой и кремнёвой галькой; центральная Англия; линейка — 10 мм

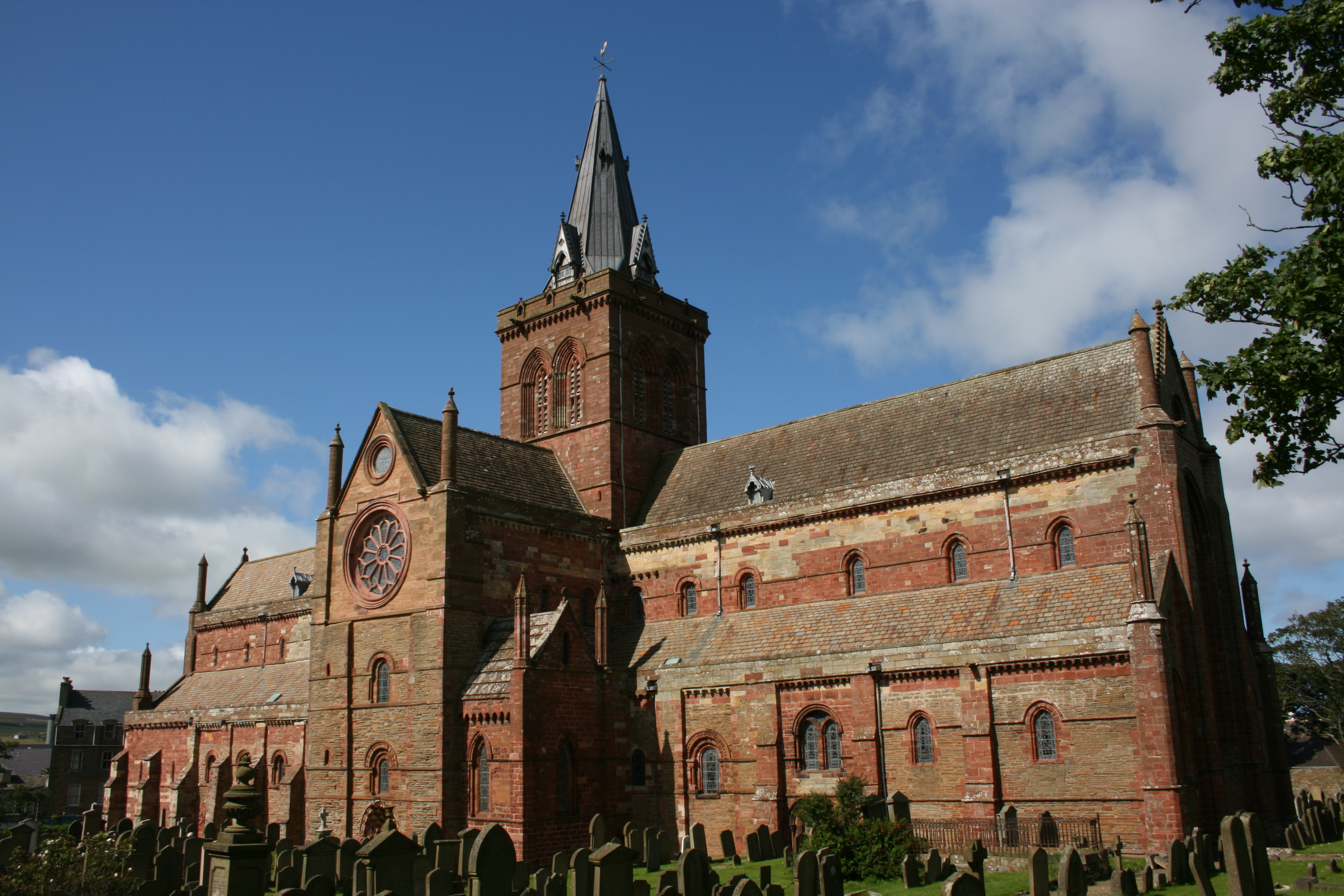
Собор святого Магнуса (Керкуолл, Оркнейские острова), построенный из древнего красного песчаника

Состоит из континентальных и лагунных отложений в виде слюдистых красных и серых песчаников и сланцев, в которых наблюдаются остатки панцирных (Coccosteus), двоякодышащих (Dipterus) и кистепёрых (Holoptychius) рыб, ракоскорпионов (Eurypterus) и двустворчатых.
Образование древнего красного песчаника стало возможным благодаря разрушению гор, образовавшихся в ходе каледонского горообразования.